# Jim Raymond
Jim Raymond (1917-1981) est un dessinateur de bande dessinée américain. 
Frère d'Alex Raymond, il est surtout connu pour avoir collaboré de 1937 à 1981 au comic strip Blondie, d'abord comme assistant au dessin de Chic Young, puis à partir de 1950 comme dessinateur principal.

### Documentation
- Marc Thivolet, « Raymond, James C. (1917-1981) », sur universalis.fr (consulté le 17 mai 2018).